# Восток Ойл
Восток Ойл — проект компании «Роснефть» по освоению нефтяных месторождений в Красноярском крае, строительству порта в бухте Север на полуострове Таймыр для вывоза нефти с этих месторождений и строительству нефтепровода к этому порту.

## Описание проекта
Проект включает освоение месторождений Ванкорского кластера (Ванкорское, Сузунское, Лодочное, Тагульское, Ичемминское), Пайяхского и Западно-Иркинского месторождения, а также месторождений Восточно-Таймырского кластера. Совокупный ресурсный потенциал этих месторождений составляет более 5 млрд тонн лёгкой малосернистой нефти. Потенциал поставок нефти оценивается в 2024 году в 25 млн тонн, в 2027 году — 50 млн тонн и к 2030 году — до 115 млн тонн. В течение семи лет в ходе пробной эксплуатации только на Пайяхском месторождении необходимо пробурить 3,3 тыс. скважин (из них 1568 добывающих).
В бухте Север, на полуострове Таймыр, в 40 километрах от посёлка Диксон, планируется строительство порта мощностью 115 млн тонн. От Пайяхского месторождения до этого порта будет построен нефтепровод протяжённостью около 400 км. Нефть из порта будет вывозиться по Северному морскому пути танкерами ледового класса.
Общий объём инвестиций в проект оценивается в 10 трлн рублей. На первом этапе потребуется около 2 трлн рублей. В рамках проекта планируется построить 15 промысловых городков, два аэродрома, порт, магистральные трубопроводы длиной примерно 800 км, внутрипромысловые трубопроводы протяжённостью порядка 7 тыс. км, 3,5 тыс. км электросетевого хозяйства, 2 ГВт электрогенерации. Проект создаст около 100 тысяч рабочих мест.

## Осуществление проекта
Глава «Роснефти» Игорь Сечин предложил объединить арктические месторождения компании в проект «Восток Ойл» в 2019 году. В конце 2019 года «Роснефть» переименовала подконтрольное ей ООО «ОВИТ» в ООО «Восток Ойл». «Роснефть» контролирует эту компанию через компанию «РН-Трейд».
В мае 2020 года «Роснефть» начала бурение первой поисково-оценочной скважины на Западно-Иркинском месторождении на Таймыре.
В рамках структурирования проекта планируется перевести на баланс ООО «Восток Ойл» Ванкорское, Сузунское, Тагульское и Лодочное месторождения, а также прилегающие месторождения, находящихся на стадии геологоразведки. При этом предполагалось, что консорциум индийских инвесторов, владеющий 49,9 % долей в компании «Ванкорнефть», обменяет её на долю в ООО «Восток Ойл». Также «Роснефть» планирует приобрести у компании «Нефтегазхолдинг», принадлежащей Эдуарду Худайнатову, и поставить на баланс ООО «Восток Ойл» Пайяхский, Северо-Пайяхский, Восточно-Пайяхский, Иркинский, Муксунихский, Песчаный, Восточно-Песчаный и Приозёрный лицензионные участки.
В ноябре 2020 года «Роснефть» объявила о продаже 10 % уставного капитала ООО «Восток Ойл» глобальному нефтяному трейдеру Trafigura.
В декабре 2020 года было сообщено, что «Роснефть» предложила индийским государственным компаниям ONGC Videsh, Oil India, Indian Oil Corporation и Bharat Petroresources обменять их доли в 49,9 % в «Ванкорнефти» на миноритарную долю в «Восток Ойл».
Для получения средств на осуществление проекта, «Роснефть» планирует продать российским компаниям, занимающимся добычей и переработкой нефти, ряд своих активов с низким качеством ресурсной базы.
В октябре 2021 года 5 % долю в проекте за 3,5 млрд евро приобрели компании Vitol S.A. (75 %) и Mercantile & Maritime Energy Pte. Ltd. (25 %), исходя из оценки всего проекта «Восток Ойл» в 70 млрд евро.
В июле 2022 года Трейдерская компания Vitol вышла из ООО "Восток Ойл", продав свою долю Fossil Trading, FZCO, сумма не раскрывается[18].

## Портовая и железнодорожная инфраструктура
Для доставки грузов на объекты строительства и эксплуатации месторождений планируется задействовать порт Дудинка и причалы бухта Север, а также базы Точино, Таналау, Караул. В 2021 году на речных базах велась подготовка к строительству причальных сооружений и площадок хранения.
Енисейское речное пароходство обслуживает два контейнерных маршрута «Красноярский речной порт — Дудинка» и «Лесосибирский речной порт — Дудинка». Красноярский и Лесосибирский порты расположены на пересечении с Транссибирской магистралью. Также действует маршрут «Красноярск — Лесосибрск — Дудинка — Диксон».

Карта Трансполярной магистрали с указанием построенных участков

В 1947—1953 годах на территории, где планируется развитие проекта, велось строительство Трансполярной магистрали. В 1964 годах на построенных участках рельсы были демонтированы. В 2020-х годах обсуждается возобновление строительства железной дороги как восточного плеча Северного широтного хода. В зависимости от протяжённости маршрута станет возможна как круглогодичная прямая доставка железнодорожным транспортом, так и сокращение речного участка при перевозках грузов. Для Трансполярной магистрали были заложены железнодорожные паромы ледового класса, которые позднее использовались на Керченской паромной переправе. При возобновлении строительства возможна организации паромной переправы в качестве замены моста или для прямого сообщения между портами. В 2019 году рассматривались два железнодорожных коридора — южный и северный по направлению Коротчаево — Игарка — Норильск.

## Трубопроводная инфраструктура
В 2019 году в проект были включены действующие Ванкорское и Лодочное месторождения. Для транспортировки нефти с которых используются нефтепроводы:
- Ванкор — Пурпе протяжённостью 556 км построенному в 2009 году, принадлежит Роснефти,
- Заполярье — Пурпе — Самотлор и далее ВСТО, входящие в систему Транснефти.

В рамках проекта планируется строительство двухниточного нефтепровода Пайяхское месторождение — Бухта Север, с последующим продлением до Ванкорского месторождения. Таким образом терминал Бухта Север будет связан с системой трубопроводов Транснефти.
В конце 2021 года завершались комплексные инженерные изыскания по нефтепроводу между месторождениями Ванкорского и Пайяхского кластеров и терминалом «Бухта Север». Общая протяжённость составит 770 км. Для монтажа опор будет использовано 6 тысяч свай. Начальным участком станет межпромысловый нефтепровод «Сузун — Ванкор», протяжённостью около 100 км, задействованный в реверсном режиме. Для увеличения пропускной способности до 18 млн тонн нефти в год планируется строительство второй нитки нефтепровода «Ванкор — Сузун» протяжённостью 85 км и новой НПС.
Всего будет задействовано 7 нефтеперекачивающих станций (НПС). Первой НПС станет реконструированная головная нефтеперекачивающая станция Ванкорского месторождения.

## Электроснабжение
Для обеспечения автономного электроснабжения планируется строительство 13 электростанций общей мощностью 3,5 ГВт. Основную часть — 2,3 ГВт обеспечат газотурбинные электростанции «Иркинская», «Байкаловская», «Восточно-Сузунская» и «Пайяхская».
ГТЭС «Иркинская» будет обеспечивать месторождения Пайяхского кластера и объекты системы транспорта нефти, её мощность станет максимальной среди электростанций «Роснефти» — 867 МВт.
Планируется установка и возведение 200 электроподстанций и 7 тыс. км воздушных линий электропередачи, максимальным напряжением 110 кВ.